# Evangelisches Literaturportal
Evangelisches Literaturportal e. V. Verband für Büchereiarbeit und Leseförderung (bis 2010 Verband Evangelischer Büchereien) ist der Dachverband der evangelischen öffentlichen Büchereien in Kirchengemeinden und Krankenhäusern in Deutschland. Über die Fachstellen und Landesverbände in einigen Landeskirchen und durch Einzelmitgliedschaften in den übrigen Landeskirchen werden ca. 800 Büchereien betreut. Aufgabe des Verbandes ist es, das evangelische Buchwesen zu fördern, der Öffentlichkeit zu präsentieren. Für die Qualifizierung der fachlichen Arbeit bieten das Evangelische Literaturportal und die landeskirchlichen Büchereifachstellen sowohl eine grundlegende Ausbildung als auch Fortbildungsveranstaltungen an.
Das Ev. Literaturportal verleiht jährlich seit 1979 den Evangelischen Buchpreis für Werke mit christlich-ethischer Grundhaltung. 2010 hat sich der Verband in umbenannt.
Eine weitere Aufgabe des Literaturportal ist die Leseförderung durch die Projekte „Willkommen in Gottes Welt“ (zur Taufe) und „Lesen in Gottes Welt“ (Abschied aus der Kita, Schulanfang).
Vorsitzender ist Bischof Ernst-Wilhem Gohl.

## Publikationen
- "evangelisch.lesen" – Zeitschrift für Buch- und Büchereiarbeit
- Newsletter Gemeinde
- Newsletter Bücherei
- Newsletter Kita
- Themenhefte
- Newsletter Schau mal – Mit Bilderbüchern Gottes Welt entdecken